# Морозова, Марина Вячеславовна
Марина Вячеславовна Морозова (род. 5 сентября 1980) — российская самбистка и дзюдоистка, чемпионка (2007) и бронзовый призёр (2004) чемпионатов России по дзюдо, призёр чемпионата России по самбо 2007 года, обладательница Кубка России по самбо 2007 года, бронзовый призёр чемпионата мира среди полицейских, бронзовый призёр чемпионата Европы по самбо 2007 года, серебряный призёр чемпионата мира по самбо 2004 года, мастер спорта России международного класса по самбо. Наставником Морозовой был Евгений Львов.
Подполковник милиции. Выпускница Рязанской Академии права и управления Министерства юстиции России и Российской Академии госслужбы и народного хозяйства при президенте России. Преподаёт в Центре профессиональной подготовки при УМВД России по Мурманской области.

## Спортивные результаты
- Чемпионат России среди юниоров 1998 года — ;
- Чемпионат России по дзюдо 2004 года — ;
- Чемпионат России по дзюдо 2007 года — ;
- Чемпионат России по самбо 2007 года — ;
- Кубок России по самбо 2007 года — .